# Stephen Milne
Stephen Milne, född 29 april 1994 i Inverness i Skottland, är en brittisk simmare. Vid de olympiska simtävlingarna i Rio de Janeiro 2016 simmade han förstasträckan i finalen när det brittiska laget vann silver på 4x200 meter frisim.
Vid världsmästerskapen i simsport 2017 simmade Milne förstasträckan i finalen när Storbritannien blev världsmästare på 4x200 meter frisim.

### Fotnoter
1. ↑  ”Stephen Milne”. swimswam.com. swimswam.com. https://swimswam.com/bio/stephen-milne/. Läst 12 augusti 2017.
2. ↑  Rio Olympics 2016 swimming: Team GB win silver in men's 4x200metre freestyle relay
3. ↑  Brits take gold in men’s 4x200m Freestyle Relay